# Hermannia repetenda
Hermannia repetenda är en malvaväxtart som beskrevs av Verdoorn. Hermannia repetenda ingår i släktet Hermannia och familjen malvaväxter. Inga underarter finns listade i Catalogue of Life.